# Aphrodisium niisatoi
Aphrodisium niisatoi es una especie de escarabajo longicornio del género Aphrodisium, tribu Callichromatini. Fue descrita científicamente por Vives & Bentanachs en 2007.
Se distribuye por Vietnam. Mide 45 milímetros de longitud. El período de vuelo ocurre en los meses de mayo, junio y julio.